# Delegation
Delegation is een Britse muziekgroep uit het discotijdperk. Hun muziekstijl combineert elementen van soul, funk, R&B en disco.
Delegation werd in 1975 opgericht door Ricky Bailey, Len Coley en Roddy Harris in Birmingham, Verenigd Koninkrijk. In samenwerking met producer en songwriter Ken Gold (van The Real Thing) bracht de band enkele singles uit, waaronder. Where Is the Love (We Used to Know) en You've Been Doing Me Wrong. Het eerste album, The Promise of Love, volgde in 1977.
Daarna verliet Coley de band en werd hij vervangen door Bruce Dunbar. In 1979 bracht Delegation het album Eau de vie uit en scoorde internationale hits met Heartache #9, You and I en Put a Little Love on Me. In hetzelfde jaar werd Harris vervangen door Ray Patterson en kwam een derde album, Delegation.
In 1981 werd Delegation II uitgebracht, het album Deuces High in 1982. Beide albums hadden nog enig succes in Europa, maar flopten in de Verenigde Staten. In 1984 verliet Dunbar de band en werd vervangen door Kathy Bryant. De groep nam nog een paar singles op, maar zonder veel succes. 
Halverwege de jaren negentig richtten Bailey en Gold samen Euro-Jam Records op en brachten ze compilaties van oude hits uit. De herenigde band bracht in 1996 hun laatste album, Encore, uit in Europa.
Enkele hits van Delegation vormen de basis voor vele samples. Heartache #9 werd onder meer gebruikt door Phats & Small in Tonite uit het jaar 2000 en door Alcazar voor het nummer Start the Fire (2004).

## Discografie

### Studioalbums
- 1977: The Promise of Love
- 1979: Eau de vie
- 1980: Delegation
- 1981: Delegation II
- 1982: Deuces High
- 1988: Where Is the Love
- 1995: Encore

### Compilaties
- 1989: The Mix
- 1989: Best of Delegation
- 1995: The Classic Collection
- 1996: Best of Delegation
- 2000: Collection
- 2002: Remix Collection
- 2006: Golden Classics

### Singles
- 1976: The Promise of Love
- 1977: Where Is the Love (We Used to Know)
- 1977: You’ve Been Doing Me Wrong
- 1978: Oh Honey
- 1978: Honey I’m Rich
- 1978: Someone Oughta Write a Song (About You Baby)
- 1979: Heartache No. 9
- 1979: Put a Little Love on Me
- 1979: Darlin’ (I Think About You)
- 1979: You and I
- 1980: Welcome to My World
- 1980: In the Night
- 1981: I Wantcha’ Back
- 1981: Singing / Twelfth House
- 1981: In Love’s Time
- 1982: Gonna Bring the House Down
- 1983: It’s Your Turn
- 1985: Thanks to You
- 1989: The Mix
- 1990: Darlin’ (I Think About You) – The 1990 Mix
- 1993: Wanna Be the Winner
- 1995: Call Me / You and I Remix
- 1995: Can’t Let You Go (Remix)
- 1996: In the Night Remix ’96
- 1997: Bad Luck
- 1998: Searching
- 2001: One More Step to Take (The Remixes)
- 2014: Heartache No. 9 (Disco Remix) / You and I (Long Version)

### NPO Radio 2 Top 2000
Van Delegation stond alleen Put a little love on me in 1999 in de NPO Radio 2 Top 2000, op plek 1924.